# Ауэрбах, Борис Яковлевич
Борис Яковлевич Ауэрбах (также известен под двойной фамилией Ауэрбах-Подгорный, при рождении — Берл Яковлевич Авербах; 1900, Стародуб — 29 марта 1919, Гомель) — революционер, большевик, участник борьбы за Советскую власть в Белоруссии.

## Биография
Учился в Петербургской консерватории, ученик композитора А. К. Глазунова. Член РКП(б).
В 1917 году в период Октябрьской революции находился в Туле, секретарь редакции газеты «Революционный вестник», затем в газете «Вооружённый пролетарий».
С января 1919 года в Гомеле, с 15 февраля 1919 года комиссар отдела юстиции Гомельского губернского исполкома Совета рабочих, крестьянских и красноармейских депутатов (занимался организацией народных судов, революционных трибуналов, следственных комиссий, коллегии защитников, обвинителей и представителей сторон в гражданском процессе, судебно-исполнительных органов). Погиб во время Стрекопытовского мятежа в Гомеле.
31 марта 1919 года состоялись похороны 25 жертв Стрекопытовского мятежа. Погибших, включая Бориса Ауэрбаха, похоронили в братской могиле коммунаров.

## Память

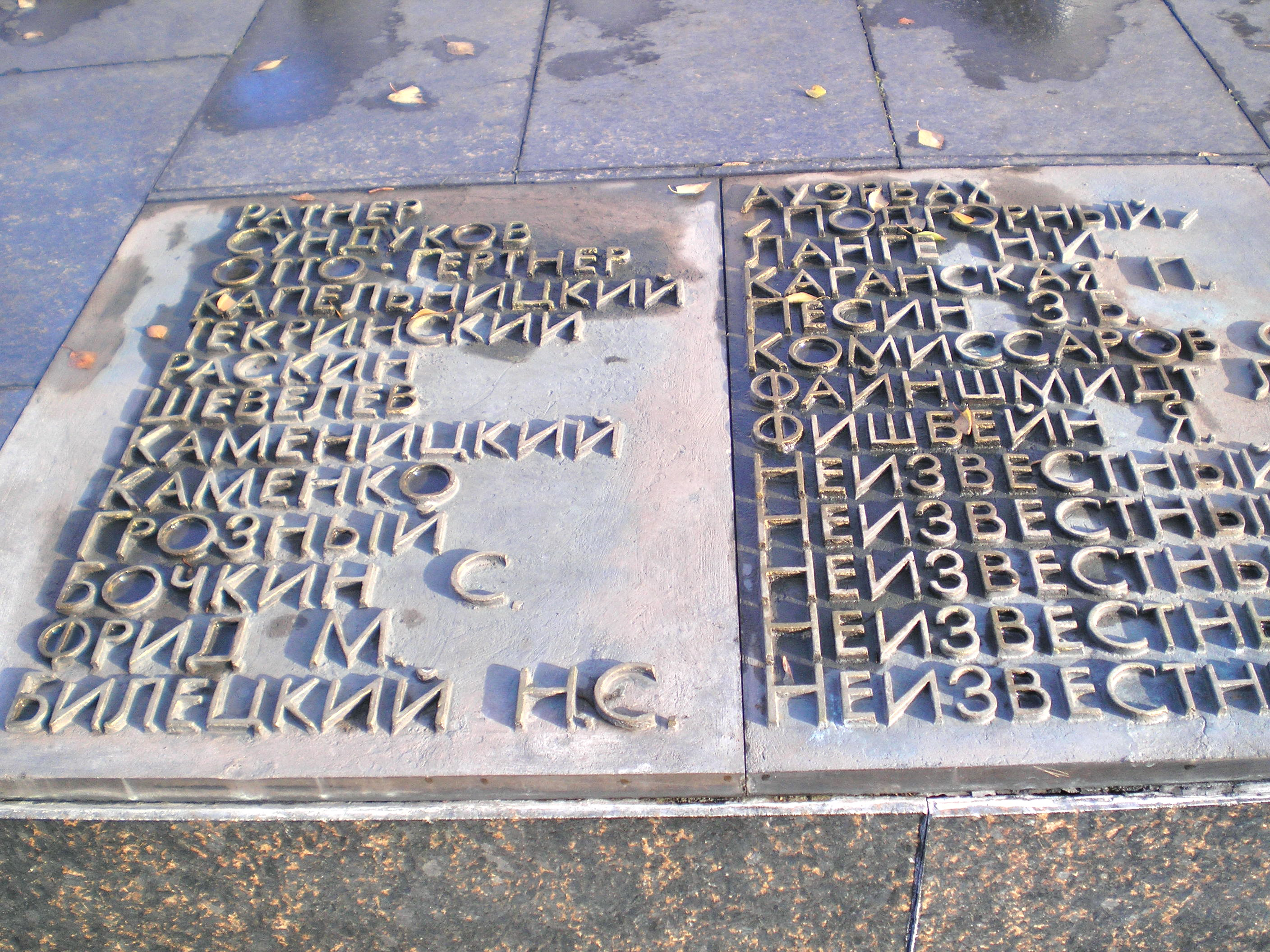
Мемориальная плита на могиле коммунаров. Надпись Ауэрбах /Подгорный/

В 1949 году на братской могиле коммунаров установлен памятник — надгробная плита. В Гомеле именем Ауэрбаха названа улица (бывшая Скобелевская).